# Zakaria Loukili
Zakaria Loukili, född 25 januari 2006 är en svensk fotbollsspelare (mittfältare) som spelar för Malmö FF i Allsvenskan.

## Uppväxt
Zakaria Loukili föddes i Köpenhamn av marockanska föräldrar. När han var ett år gammal flyttade familjen till Malmö, där han växte upp i stadsdelen Bellevue.

## Klubblagskarriär
Zakaria Loukili började spela i moderklubben Malmö FF som femåring. Under ungdomsåren var Loukili bland annat med om att vinna P17-SM 2022. Efter guldet blev Loukili och ett stort antal lagkamrater uppflyttade till klubbens P19-lag.
Den 14 augusti 2023 fanns Loukili för första gången med i en allsvensk matchtrupp, men blev kvar på bänken när Malmö FF förlorade med 0-1 mot Mjällby AIF. A-lagsdebuten kom istället kort därpå när han startade i 2-0-segern mot Smedby AIS i Svenska Cupen den 23 augusti 2023. Loukili avslutade sedan säsongen med att vara med och vinna U21-Allsvenskan. Året därpå började Loukili figurera mer flitigt i seniorsammanhang och han fick bland annat följa med A-laget på försäsongslägret i Spanien. Efter att ha suttit på bänken i flera matcher i Allsvenskan i inledningen av säsongen kom den allsvenska debuten i 5-0-segern mot AIK den 28 april 2024. I oktober 2024 skrev Loukili på ett nytt fyraårskontrakt med klubben.

## Landslagskarriär
Zakaria Loukili har representerat Sveriges U19- och U17-landslag. Förutom Sverige har han även möjlighet att spela landslagsfotboll för Danmark och Marocko.
Hans första landslagsframträdande kom den 4 augusti 2022 när P16-landslaget besegrade Färöarna med 1-0. Senare samma höst var han en del av det landslag som misslyckades i kvalet till U17-EM 2023, då han spelade i två av tre matcher när Sverige åkte ur den första kvalgruppen. Den 9 september 2023 gjorde Loukili sin första U19-landskamp när P17-landslaget förlorade med 1-3 mot hans födelseland Danmark.

## Statistik
| Klubb              | Säsong             | Liga               | Liga    | Liga | Nationell cup | Nationell cup | Internationell cup | Internationell cup | Totalt  | Totalt |
| Klubb              | Säsong             | Division           | Matcher | Mål  | Matcher       | Mål           | Matcher            | Mål                | Matcher | Mål    |
| ------------------ | ------------------ | ------------------ | ------- | ---- | ------------- | ------------- | ------------------ | ------------------ | ------- | ------ |
| Malmö FF           | 2023               | Allsvenskan        | 0       | 0    | 1             | 0             | 0                  | 0                  | 1       | 0      |
| Malmö FF           | 2024               | Allsvenskan        | 5       | 0    | 1             | 0             | 4                  | 0                  | 10      | 0      |
| Malmö FF           | Totalt             | Totalt             | 5       | 0    | 2             | 0             | 4                  | 0                  | 11      | 0      |
| Totalt i karriären | Totalt i karriären | Totalt i karriären | 5       | 0    | 2             | 0             | 4                  | 0                  | 11      | 0      |

## Meriter
Malmö FF
- Svensk mästare: 2024
- Svensk cupvinnare: 2023/2024